# Гаррі (озеро)
Озеро Гаррі (англ. Garry Lake, інук. Hanningajuq) — озеро в Канаді, що знаходиться у регіоні Ківаллік території Нунавут.

## Географія
Розташоване в південній частині території Нунавут. Одне з найбільших озер Канади — площа водної поверхні 916 км², загальна площа — 976 км², дев'яте за величиною озеро території Нунавут. Висота над рівнем моря 148 метрів. Довжина озера з заходу на схід становить 97 км, а максимальна ширина — 61 км. Середня глибина — 6,1 м, а максимальна — 9,1 м. 
Берегова лінія озера сильно порізана з безліччю бухт, півостровів, заток і островів. Площа всіх островів озера Гаррі становить 60 км².
Озеро Гаррі є частиною водного шляху річки Бак і розташоване відразу ж за озером Пеллі. Розділене озеро на три частини  — Аппер-Гаррі, Гаррі та Лоу-Гаррі, причому рівні води в кожній частині різні (154 м у верхній частині, 152 м в середній та 148 м в нижній частині).

## Фауна
Озеро Гаррі, як і сусіднє озеро Пеллі, є місцем гніздівлі казарки канадської (канадського гусака) — приблизно 21 тисяча цих птахів прилітає сюди у середині червня і відлітає на зимівлю в кінці серпня. Крім канадської казарки на озері гніздиться також приблизно 5 тисяч білих гусей.
У 1981 році на північному березі озера виявлено уранова руда. Попереднє обстеження у 2007-2008 роках показало, що це родовище потенційно багате на поклади уранової руди.

## Назва
Джордж Бак, що обстежив однойменну річку в 1834 році, назвав озеро на честь Ніколаса Ґаррі, заступника губернатора Компанії Гудзонової затоки.